# Buday Péter (művészettörténész)
Buday Péter (szlovákul Peter Buday) (Vágsellye, 1984. –) művészettörténész.

## Élete
2003-2008 között a Comenius Egyetem Művészettudományi Tanszékén végzett. 2009-2014 között a pozsonyi Szlovák Műszaki Egyetemen szerzett doktori fokozatot.
2008-2014 között a pozsonyi Műemlékvédelmi Hivatalban dolgozott, majd 2014-től a Comenius Egyetem Művészettörténeti Tanszékén oktat. Kutatási területe elsősorban a műemlékvédelem története és az építészet nagy alakjai Szlovákia területén.

## Művei
- 2010 Kaštieľ v Močenku v archívnych prameňoch. Pamiatky a múzeá 59/4, 50-54.
- 2010 Megvalósulatlan emlékműtervek Rigele Alajos hagyatékából. Acta Museologica Hungarica III (2009), 129 – 132.
- 2011 Architektonické a výtvarné hodnoty komárňanských cintorínov. In: Umenie na Slovensku v historických a kultúrnych súvislostiach. Trnava, 139–148.
- 2012 Kuffnerovský hospodársky komplex. Sládkovičovo. (tsz.)
- 2012 František Florián Rómer (1815 Bratislava – 1889 Oradea). Monument revue 2012/2, 40-47.
- 2012 A nyitrai ferences (Szt. Péter és Pál) templom Liber mortuoruma. Családban marad 2011/1.
- 2012 A Forum mint a két világháború közötti társadalom és kultúra dokumentuma. Fórum Társadalomtudományi Szemle 14/1, 51–60.
- 2012 Poznámky k vybraným osobnostiam bratislavskej architektúry okolo roku 1900 - Franz Wimmer, Jenő Schiller, Gyula Schmidt, Jenő Soós. Architektúra a urbanizmus 46/1-2, 55–67.
- 2013 Skvosty Močenka. Močenok. (tsz. Borzová, G. - Lašut, M.)
- 2013 Stavebné dejiny kalvínskeho kostola v Bratislave. Bratislava.
- 2013 Adalékok egy alapító életművének ismeretéhez. Adatok Harminc M. Mihály budapesti építészeti irodájának tevékenységéről (1897–1916) In: Építés – Építészet-tudomány 41/ 1-2, 115–144. (tsz. Pohaničová, J.)
- 2014 A nagycétényi hegykönyv 1807-1922. (tsz.)
- 2014 A pozsonyi református templom építésének története. Bratislava.
- 2014 Obnovy Kostola sv. Jakuba v Želiezovciach v rokoch 1884–1952. Monumentum revue 3/2, 18–23.
- 2014 Ignác Feigler ml. a stavba Kostola sv. Štefana kráľa v Modre. Historika 2/1, 35–37.
- 2014 Obnovy historickej architektúry v Bratislave a budapeštianska Krajinská komisia pre pamiatky (1891-1914). In: Bratislava - Zborník Múzea mesta Bratislavy XXVI, 81–107.
- 2015 Diószeghi Kuffner Károly báró öröksége Diószegen.
- 2015 Nagycétény és Nemespann szakrális kisemlékei és egyéb emlékjelei. Acta Ethnologica Danubiana - Az Etnológiai Központ Évkönyve 17, 169-204. (tsz. Csuthy A.)
- 2015 Z kláštora do „chrámu vied.“ In: Opaterná, Ľ. - Vincze, L.: Pamätnica gymnázia v Leviciach 1815 – 2015. Levice, 66–73.
- 2016 Storočie Feiglerovcov. (tsz. Jana Pohaničová)
- 2016 Nagycétény és Nemespann régészeti- és műemlékei. (tsz.)
- 2016 Reštaurovanie Legendy sv. Ladislava vo Veľkej Lomnici v rokoch 1962-1967. Monument revue 5/2, 7-11.
- 2017 Pokus(y) o súpis. Monumentum revue 6/1
- 2017 A nagyzellői Szent Miklós-templom története.
- 2017 Pramene k umelecko-historickému bádaniu a ochrane pamiatok na Slovensku (1846–1918). (tsz. Štefan Oriško)
- 2017 Pod kůží Marsya - restaurátor a malíř František Sysel (1927-2013). Kroměříž. (tsz.)
- 2018 K dokumentácii a ochrane pamiatok na Gemeri pred rokom 1918. In: Najnovšie poznatky z výskumov stredovekých pamiatok na Gotickej ceste II.
- 2018 Dodatky k obnove bývalého benediktínskeho kláštora v Hronskom Beňadiku v rokoch 1880-1886. In: Kvasnicová, M. - Šeregi, M. (zost.): Architektúra kláštorov a rehoľných domov na Slovensku.
- 2020 Koloman Lux: Starý zámok v Banskej Štiavnici (Pramene k dejinám a ochrane pamiatok na Slovensku).
- 2021 István Gróh a dokumentovanie stredovekých nástenných malieb v Uhorsku.
- 2022 Gróh István és a magyarországi középkori falfestmények dokumentálása.